# وگا دو گرانادا
وگا دو گرانادا (به اسپانیایی: Vega de Granada) یک منطقهٔ مسکونی در اسپانیا است که در استان گرانادا واقع شده‌است.

## خصوصیات
وگا دو گرانادا ۱٬۳۶۲٫۲۲ کیلومترمربع مساحت و ۵۰۰٬۱۲۱ نفر جمعیت دارد.